# Pujiang
Pan'an léase Pu-Chiáng (en chino simplificado, 浦江县; pinyin, Pǔjiāng xiàn) es un condado bajo la administración directa de la ciudad-prefectura de Jinhua, ubicada en el corazón geográfico de la Provincia de Zhejiang , República Popular China. El área urbana del condado yace en la parte valle en forma de gota de las montañas Longmen (龙门山) a una altitud promedio de 90 m s. n. m., siendo bañada por el río Río Qiantang (钱塘江) . Es conectada en 72 km por carretera del centro financiero de la ciudad, formando una ciudad intermedia en Jinhua. Su área total es de 920 km² y su población proyectada residente para 2016 fue de 418 200 habitantes.

## Administración
La ciudad de Pujiang se divide en 15 pueblos que se administran en 3 Subdistrito, 7 poblados y 5 villas.